# Kruidje-roer-mij-niet
Kruidje-roer-mij-niet (Mimosa pudica) behoort tot de vlinderbloemenfamilie (Leguminosae of Fabaceae). De plant komt van nature voor in tropisch Zuid-Amerika (Brazilië, Suriname) en bloeit in juli en augustus. De plant komt als exoot ook voor in Indonesië en Maleisië onder de naam putri malu (verlegen prinses). Jonge planten hebben een rechtopstaande stengel, maar bij oudere planten zijn ze kruipend. De stengel kan 1,5 meter lang worden en is bezet met stekels. De samengestelde bladeren hebben tien tot zesentwintig blaadjes. Aan de bladstelen zitten ook stekels. De bloemen zijn lichtroze of paars en vormen een 0,8 –1 cm groot bloemhoofdje. De bloemblaadjes zijn aan de top rood en de helmdraden roze of lavendelkleurig. De vrucht bestaat uit twee tot acht peulen, die 1–2 cm lang zijn en aan de randen stekelig zijn. De rijpe peul breekt in twee tot vijf stukken. Het zaad is ongeveer 2,5 mm lang.

## Samenvouwende blaadjes

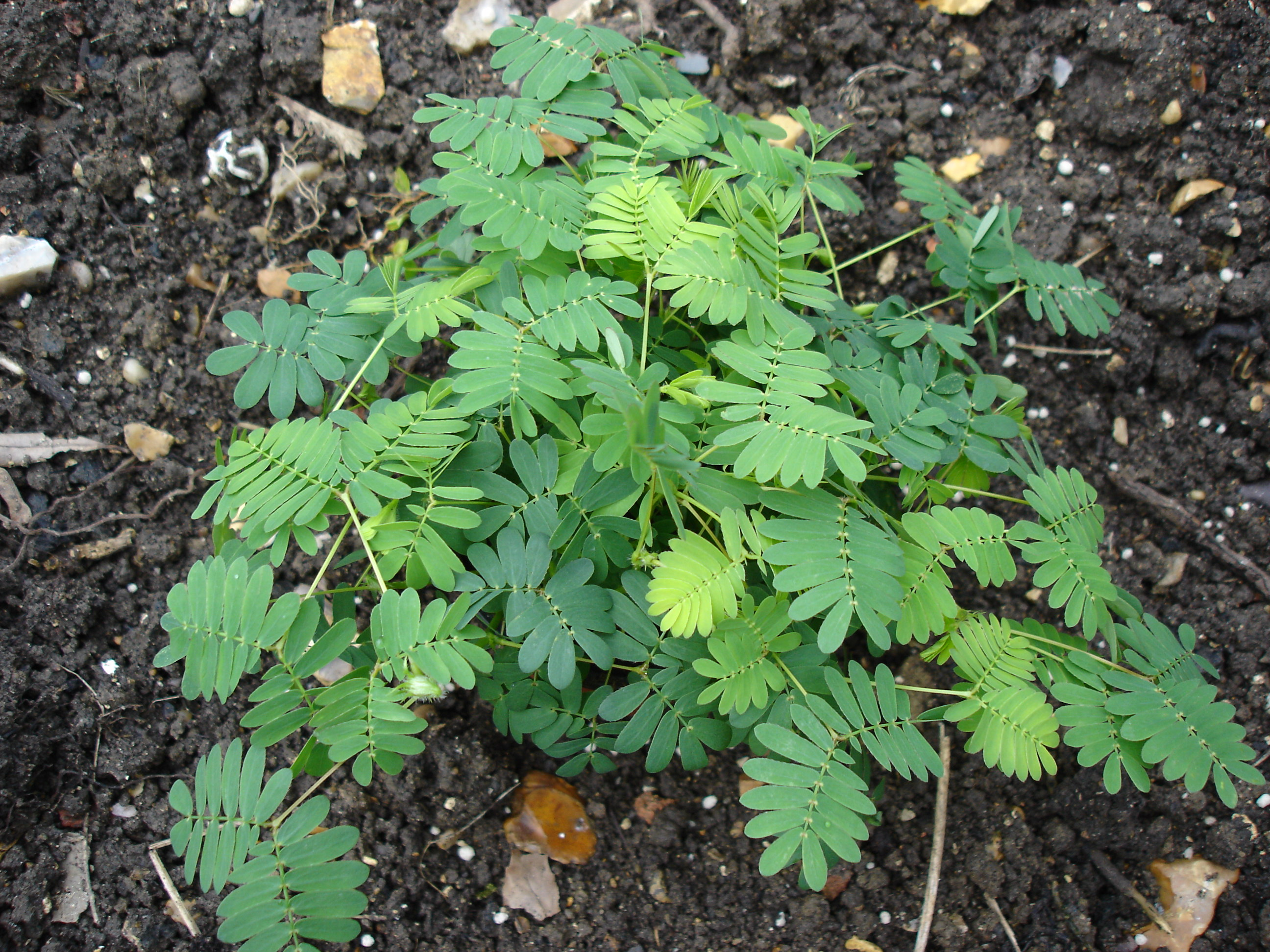
Open blaadjes

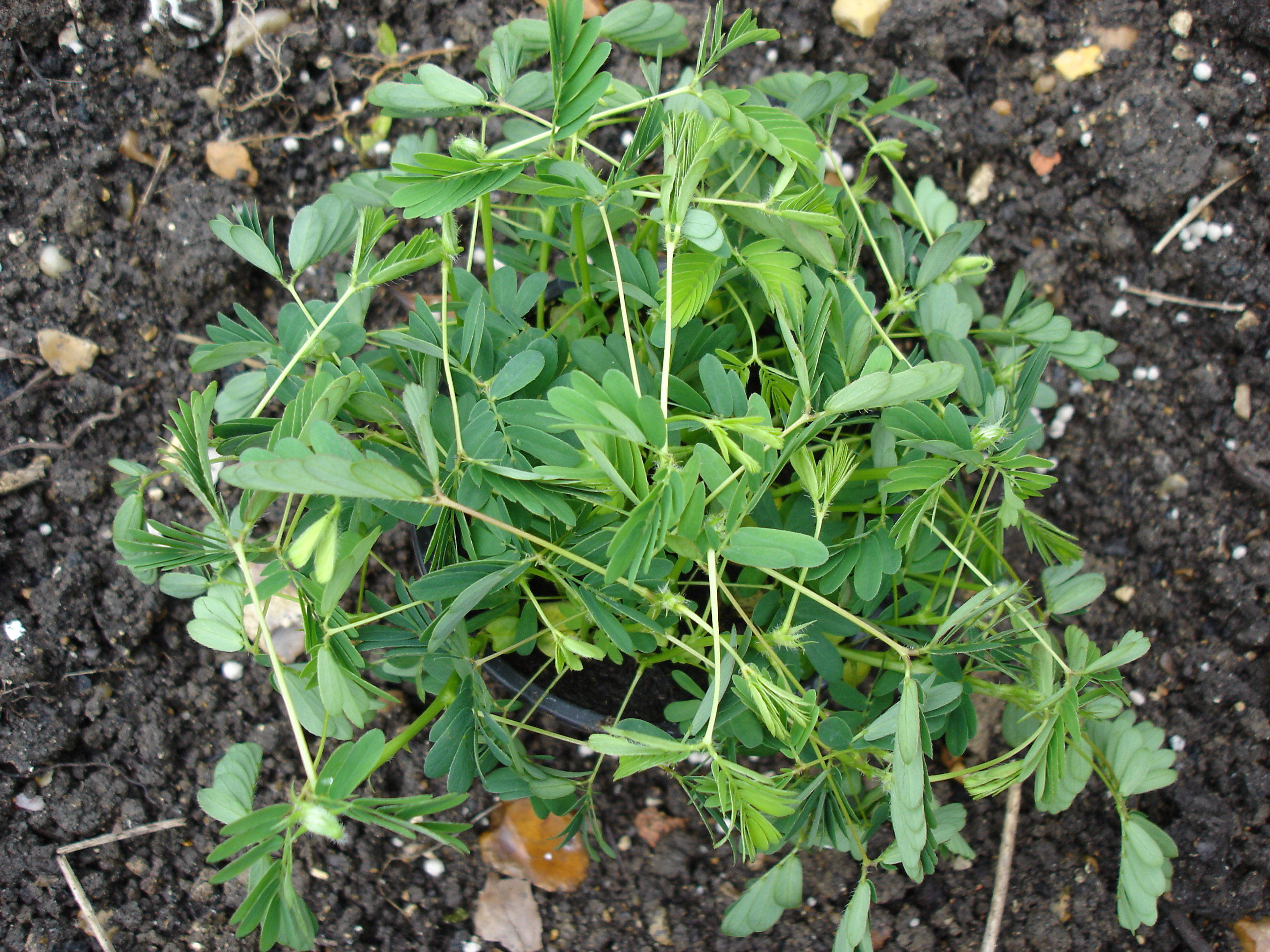
Hetzelfde exemplaar, met gesloten blaadjes

Het kruidje-roer-mij-niet is een kruidachtige plant die aantoont dat planten niet alleen leven, maar ook zeer snel kunnen reageren en een geheugenfunctie hebben, hoewel ze geen zenuwstelsel hebben. De sensitieve bewegingen ontstaan door een elektrische ontlading. Bij aanraking van het evengeveerde samengestelde blad of door de wind gaan de 1 cm lange blaadjes "dicht" (vouwen samen). De plant gaat daarmee slap hangen en wordt minder aantrekkelijk voor insecten om ervan te eten.
Dit fenomeen treedt alleen op bij luchttemperaturen boven de 18 °C. De bladsteel waar de bladeren aan zitten kantelt ook richting de stam. Niet de hele plant reageert maar alleen het deel dat aangeraakt wordt. Na enkele minuten strekken de bladstelen weer en vouwen de bladeren zich weer open. 's Nachts zijn de blaadjes ook samengevouwen. Daarom wordt dit ook wel de slaapstand genoemd.
Het sluiten van de blaadjes gaat ten koste van de middelen waarover de plant beschikt. Als de blaadjes zich te vaak moeten dichtvouwen, bloeit de plant niet en kunnen gebreksziekten ontstaan.
De bewegingen worden mogelijk gemaakt door de bladscharnieren. Het scharnier bestaat uit zwellingen (pulvini) op de bladsteel. De bladbewegingen ontstaan door veranderingen in de celdruk (turgor) van de motorische cellen, die in de zwellingen liggen. Deze verandering bestaat eruit dat de pulvini krimpen.
In 2022 werd ontdekt dat calciumionen tussen de plantencellen een rol spelen bij het krimpen van de pulvini. Bij aanraking of verwonding van de plant gaat er een stroom van Ca2+-ionen door de bladeren lopen. Binnen ca. 0,15 seconde nadat deze ionen bij de pulvinus komen reageert de plant.
De sensitieve bewegingen stoppen niet alleen wanneer de beschikbare energie is opgebruikt, maar ook in geval van gewenning op een bepaalde prikkel. Na zeven of acht herhalingen van dezelfde prikkel sluiten de blaadjes van de plant niet meer. Maar wanneer de plant daarna wordt blootgesteld aan een andere, nieuwe prikkel, sluiten de blaadjes wel opnieuw. De plant heeft een ook bepaalde geheugenfunctie, want tot 40 dagen na de gewenning reageert de plant niet op een nieuwe blootstelling van de al bekende, ongevaarlijke prikkel.

## Groei en bloeiwijze

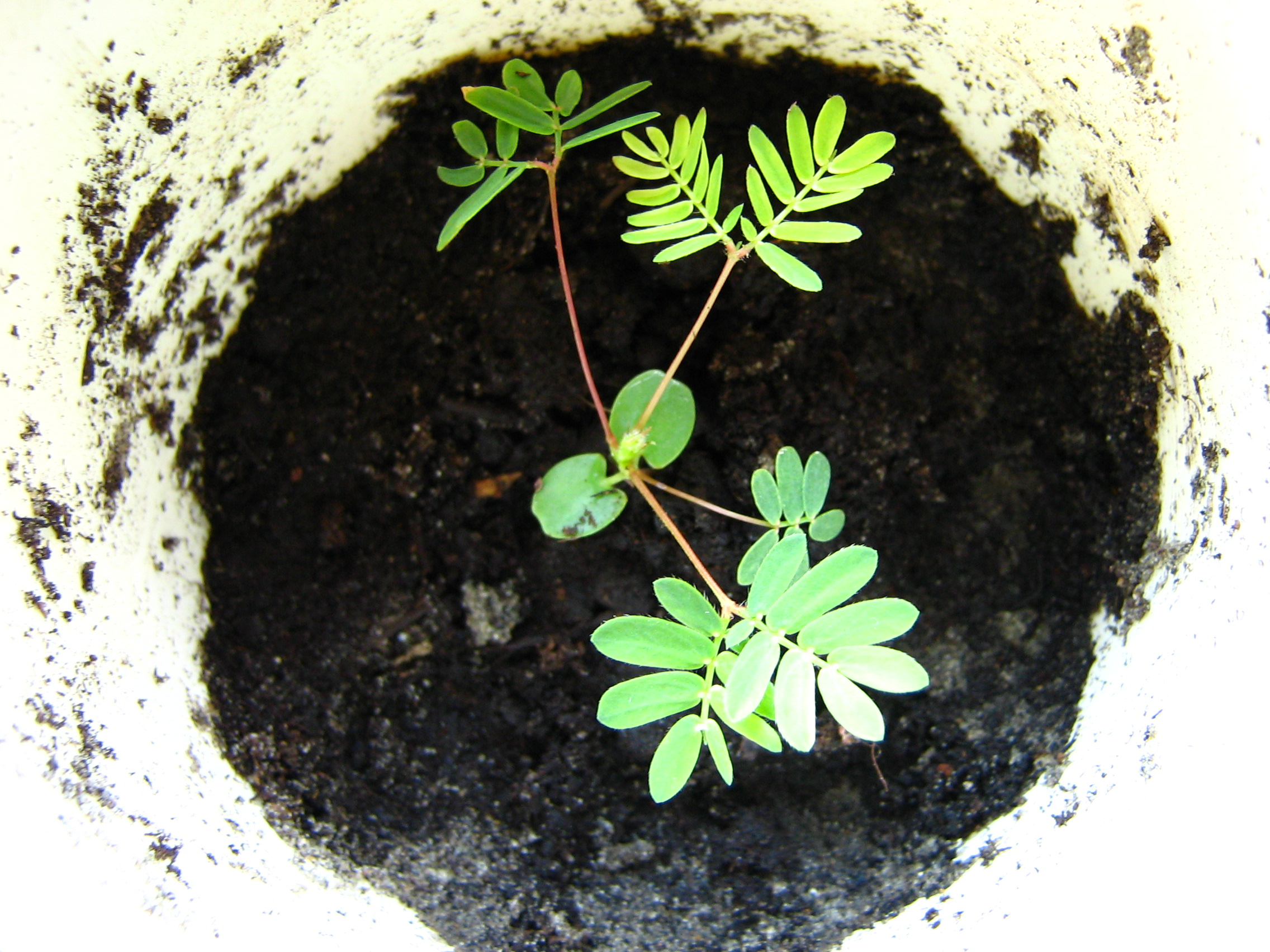
Groei van de bladeren. Middenrechts een blad met zes kleine blaadjes, linksboven een blad met twee maal zes kleine blaadjes, rechtsbeneden blad met twee maal acht blaadjes

Uit het zaadje komen eerst twee zaadlobben (de bladeren die vrij dik zijn op de foto in het midden). Deze zaadlobben bevatten vocht dat voor een buffer zorgt, in het geval de beginnende wortel te weinig water krijgt. Daarna komen de veerdelige bladeren: eerst een blad met zes kleine blaadjes, daarna een blad met meestal twee maal zes kleine blaadjes, daarna een blad met vaak twee maal acht blaadjes. Daarna zijn de bladeren iets anders van vorm, en het aantal blaadjes hangt van de groeiomstandigheden af, maar het aantal neemt wel toe naarmate de plant groter wordt. De jonge plant begint zonder stekels, maar op de steel komen scherpe kleine stekels.

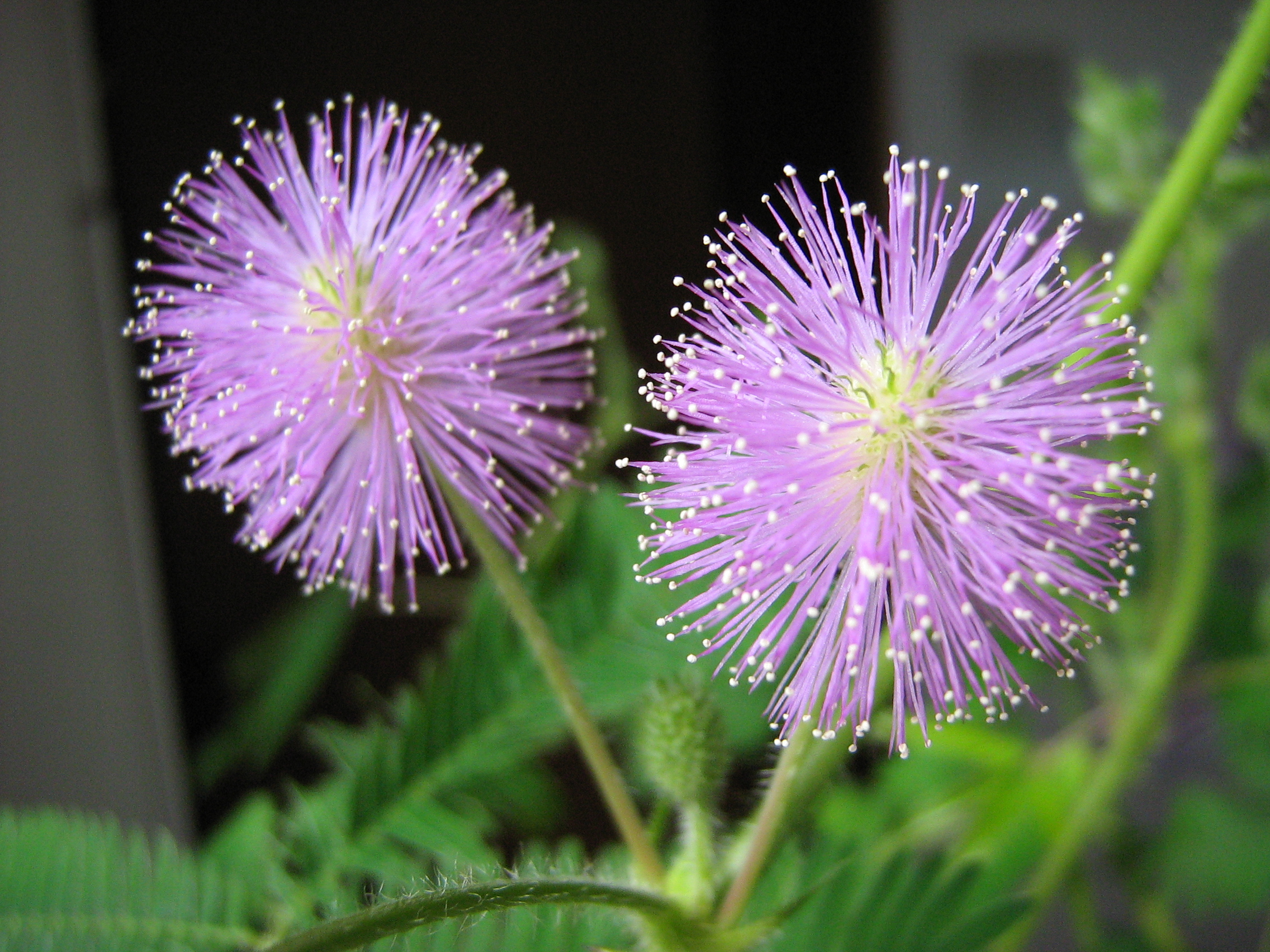
De pluizige bloemhoofdjes

Bij een bepaalde grootte kan de plant bloemknoppen gaan maken. Het kan enkele weken duren voor een groene bloemknop gaat bloeien. De bloemhoofdjes zijn roze pluizenbollen die slechts één dag bloeien. Het openen van het bloemhoofdje van een groene bloemknop tot een volledig hoofdje duurt ongeveer een uur, dat gebeurt meestal 's ochtends bij het opengaan van de bladeren.

## Studieobject
Door zijn bijzondere eigenschappen werd de plant bestudeerd door de eerste moderne wetenschappers en biologen, zoals Robert Hooke (1635-1703), Lamarck (1744-1829), René Desfontaines (1750-1833) en Henri Dutrochet de Néons (1776-1847). Het Lamarck-Desfontainesexperiment toont aan dat het kruidje-roer-mij-niet een geheugenfunctie heeft en een eerdere, als ongevaarlijk ervaren prikkel, zal negeren.

## Spreekwoordelijk
De term kruidje-roer-mij-niet wordt in het Nederlands tevens spreekwoordelijk gebruikt voor een lichtgeraakt, gevoelig of snel geïrriteerd persoon.